# Drosophila septentriosaltans
Drosophila septentriosaltans är en tvåvingeart som beskrevs av Magalhaes och William Russel Buck 1962. Drosophila septentriosaltans ingår i släktet Drosophila och familjen daggflugor.
Artens utbredningsområde är Colombia.